# Kagugu (Mbinga TC)
Kagugu ist ein Verwaltungsbezirk (Ward) des Distrikts Mbinga (TC) in der tansanischen Region Ruvuma.

## Geografie
Kagugu liegt im Südwesten von Tansania südlich des Stadtzentrums von Mbinga. Der Bezirk grenzt im Norden an Kilimani, im Osten an Mbangamao, im Süden an Upolo und im Westen an Luhungarasi und Nyoni. Bei der Volkszählung 2022 lebten 7275 Menschen in 1620 Haushalten auf einer Fläche von 71 Quadratkilometern.

## Gliederung
Der Bezirk besteht aus fünf Gemeinden (Mtaa) mit 28 Orten (Kitongoji):
| Kagugu - Mbamba - Kagugu Kati - Kikwelo - Ntengula - Manyamba - Kepu | Makatani - Mkatani A - Utiri - Nsenga - Mkatani B - Kitunda | Makunguru - Lindi - Makunguru - Burdani - Mtanga - Maendeleo | Mtetema - Mtetema - Mipuga - Mawono - Mtetema Asili - Mbuli | Maganagana - Luposo - Ntendele - Kinzege - Laini - Miembeni - Kisiba - Maganagana Kati |

## Infrastruktur
- Gesundheit: In der Gemeinde Maganagana befindet sich eine staatliche Apotheke.[7]